# Jabbertalk
Jabbertalk is een fantasietaal zonder herkenbare woorden die door acteurs wordt gebruikt bij improvisaties, met name gedurende theaterrepetities en trainingen,

 soms ook bij voorstellingen.
De klanken krijgen niet hun betekenis door herkenbare taal maar door intonatie, volume en lichaamstaal. 'Jabbertalk' is waarschijnlijk een in oorsprong Engels woord, maar wordt in het Nederlands gebruikt. Verwant is het Engelse 'gibberish' (ook wel Jibber-Jabber) en het Franse 'gromelot'. Het gebruik van jabbertalk is niet alleen gangbaar in improvisatiecursussen e.d., maar als verschijnsel ook onder de aandacht gebracht bij het grote publiek door het gebruik in het tv-programma De Lama's en in een Youtube-filmpje, waarbij Sara Maria Forsberg vele talen 'gibbert'.